# Tour Down Under 2019
Tour Down Under 2019 var den 21. udgave af cykelløbet Tour Down Under. Det australske etapeløb var det første arrangement på UCI's World Tour-kalender i 2019 og blev arrangeret mellem 15. og 20. januar 2019. Down Under Classic blev kørt som optaktsløb. Sydafrikanske Daryl Impey fra Mitchelton-Scott blev den samlede vinder af løbet for andet år i træk.

## Hold og ryttere
| UCI WorldTeams (18)- AG2R La Mondiale - Astana - Bahrain-Merida - Bora-hansgrohe - CCC Team - Deceuninck-Quick Step - Dimension Data - EF Education First - Groupama-FDJ - Team Jumbo-Visma - Katusha-Alpecin - Lotto Soudal - Mitchelton-Scott - Movistar Team - Sky - Team Sunweb - Trek-Segafredo - UAE Team Emirates Landshold med navnesponsor- UniSA-Australia |
| |

### Danske ryttere
- Lars Bak kørte for Dimension Data
- Michael Valgren kørte for Dimension Data
- Michael Mørkøv kørte for Deceuninck-Quick Step
- Mikkel Frølich Honoré kørte for Deceuninck-Quick Step

## Etaperne
| Etape    | Dato     | Start – Mål                    | type              | Afstand (km) | Etapevinder      | Førende rytter |
| -------- | -------- | ------------------------------ | ----------------- | ------------ | ---------------- | -------------- |
| 1. etape | 15. jan. | North Adelaide – Port Adelaide | flad etape        | 129          | Elia Viviani     | Elia Viviani   |
| 2. etape | 16. jan. | Norwood – Angaston             | flad etape        | 122,1        | Patrick Bevin    | Patrick Bevin  |
| 3. etape | 17. jan. | Lobethal – Uraidla             | kuperet etape     | 146,2        | Peter Sagan      | Patrick Bevin  |
| 4. etape | 18. jan. | Unley – Athelstone             | middel bjergetape | 129,2        | Daryl Impey      | Patrick Bevin  |
| 5. etape | 19. jan. | Glenelg – Strathalbyn          | flad etape        | 149,5        | Jasper Philipsen | Patrick Bevin  |
| 6. etape | 20. jan. | McLaren Vale – Willunga Hill   | middel bjergetape | 151,5        | Richie Porte     | Daryl Impey    |

### 1. etape
| \| Etaperesultat \| Etaperesultat \| Etaperesultat \| Etaperesultat \| Etaperesultat \| \| Rytter \| Rytter \| Hold \| Tid \| \| \| ------------- \| -------------------- \| --------------------- \| ------------- \| ------------- \| \| 1. \| Elia Viviani \| Deceuninck-Quick Step \| 3t 19' 47" \| \| \| 2. \| Max Walscheid \| Team Sunweb \| + 0" \| \| \| 3. \| Jakub Mareczko \| CCC Team \| + 0" \| \| \| 4. \| Phil Bauhaus \| Bahrain-Merida \| + 0" \| \| \| 5. \| Ryan Gibbons \| Dimension Data \| + 0" \| \| \| 6. \| Jasper Philipsen \| UAE Team Emirates \| + 0" \| \| \| 7. \| Kristoffer Halvorsen \| Team Sky \| + 0" \| \| \| 8. \| Peter Sagan \| Bora-Hansgrohe \| + 0" \| \| \| 9. \| Danny van Poppel \| Team Jumbo-Visma \| + 0" \| \| \| 10. \| Daniel Hoelgaard \| Groupama-FDJ \| + 0" \| \| |                      |                       |            |
| |                      |                       |            |
| Kilde: ProCyclingStats |                      |                       |            |
| Etaperesultat |                      |                       |            |
| Rytter | Rytter               | Hold                  | Tid        |
| 1. | Elia Viviani         | Deceuninck-Quick Step | 3t 19' 47" |
| 2. | Max Walscheid        | Team Sunweb           | + 0"       |
| 3. | Jakub Mareczko       | CCC Team              | + 0"       |
| 4. | Phil Bauhaus         | Bahrain-Merida        | + 0"       |
| 5. | Ryan Gibbons         | Dimension Data        | + 0"       |
| 6. | Jasper Philipsen     | UAE Team Emirates     | + 0"       |
| 7. | Kristoffer Halvorsen | Team Sky              | + 0"       |
| 8. | Peter Sagan          | Bora-Hansgrohe        | + 0"       |
| 9. | Danny van Poppel     | Team Jumbo-Visma      | + 0"       |
| 10. | Daniel Hoelgaard     | Groupama-FDJ          | + 0"       |

| \| Samlede stilling \| Samlede stilling \| Samlede stilling \| Samlede stilling \| Samlede stilling \| \| Rytter \| Rytter \| Hold \| Tid \| \| \| ---------------- \| -------------------- \| --------------------- \| ---------------- \| ---------------- \| \| 1. \| Elia Viviani \| Deceuninck-Quick Step \| 3t 19' 37" \| \| \| 2. \| Max Walscheid \| Team Sunweb \| + 4" \| \| \| 3. \| Patrick Bevin \| CCC Team \| + 5" \| \| \| 4. \| Michael Storer \| Team Sunweb \| + 5" \| \| \| 5. \| Jakub Mareczko \| CCC Team \| + 6" \| \| \| 6. \| Jason Lea \| UniSA-Australia \| + 8" \| \| \| 7. \| Phil Bauhaus \| Bahrain-Merida \| + 10" \| \| \| 8. \| Ryan Gibbons \| Dimension Data \| + 10" \| \| \| 9. \| Jasper Philipsen \| UAE Team Emirates \| + 10" \| \| \| 10. \| Kristoffer Halvorsen \| Team Sky \| + 10" \| \| |                      |                       |            |
| |                      |                       |            |
| Kilde: ProCyclingStats |                      |                       |            |
| Samlede stilling |                      |                       |            |
| Rytter | Rytter               | Hold                  | Tid        |
| 1. | Elia Viviani         | Deceuninck-Quick Step | 3t 19' 37" |
| 2. | Max Walscheid        | Team Sunweb           | + 4"       |
| 3. | Patrick Bevin        | CCC Team              | + 5"       |
| 4. | Michael Storer       | Team Sunweb           | + 5"       |
| 5. | Jakub Mareczko       | CCC Team              | + 6"       |
| 6. | Jason Lea            | UniSA-Australia       | + 8"       |
| 7. | Phil Bauhaus         | Bahrain-Merida        | + 10"      |
| 8. | Ryan Gibbons         | Dimension Data        | + 10"      |
| 9. | Jasper Philipsen     | UAE Team Emirates     | + 10"      |
| 10. | Kristoffer Halvorsen | Team Sky              | + 10"      |

### 2. etape
| \| Etaperesultat \| Etaperesultat \| Etaperesultat \| Etaperesultat \| Etaperesultat \| \| Rytter \| Rytter \| Hold \| Tid \| \| \| ------------- \| -------------------- \| --------------------- \| ------------- \| ------------- \| \| 1. \| Patrick Bevin \| CCC Team \| 3t 14' 31" \| \| \| 2. \| Caleb Ewan \| Lotto-Soudal \| + 0" \| \| \| 3. \| Peter Sagan \| Bora-Hansgrohe \| + 0" \| \| \| 4. \| Danny van Poppel \| Team Jumbo-Visma \| + 0" \| \| \| 5. \| Jasper Philipsen \| UAE Team Emirates \| + 0" \| \| \| 6. \| Phil Bauhaus \| Bahrain-Merida \| + 0" \| \| \| 7. \| Elia Viviani \| Deceuninck-Quick Step \| + 0" \| \| \| 8. \| Luis León Sánchez \| Astana \| + 0" \| \| \| 9. \| Kiel Reijnen \| Trek-Segafredo \| + 0" \| \| \| 10. \| Kristoffer Halvorsen \| Team Sky \| + 0" \| \| |                      |                       |            |
| |                      |                       |            |
| Kilde: ProCyclingStats |                      |                       |            |
| Etaperesultat |                      |                       |            |
| Rytter | Rytter               | Hold                  | Tid        |
| 1. | Patrick Bevin        | CCC Team              | 3t 14' 31" |
| 2. | Caleb Ewan           | Lotto-Soudal          | + 0"       |
| 3. | Peter Sagan          | Bora-Hansgrohe        | + 0"       |
| 4. | Danny van Poppel     | Team Jumbo-Visma      | + 0"       |
| 5. | Jasper Philipsen     | UAE Team Emirates     | + 0"       |
| 6. | Phil Bauhaus         | Bahrain-Merida        | + 0"       |
| 7. | Elia Viviani         | Deceuninck-Quick Step | + 0"       |
| 8. | Luis León Sánchez    | Astana                | + 0"       |
| 9. | Kiel Reijnen         | Trek-Segafredo        | + 0"       |
| 10. | Kristoffer Halvorsen | Team Sky              | + 0"       |

| \| Samlede stilling \| Samlede stilling \| Samlede stilling \| Samlede stilling \| Samlede stilling \| \| Rytter \| Rytter \| Hold \| Tid \| \| \| ---------------- \| ---------------- \| --------------------- \| ---------------- \| ---------------- \| \| 1. \| Patrick Bevin \| CCC Team \| 6t 34' 03" \| \| \| 2. \| Elia Viviani \| Deceuninck-Quick Step \| + 5" \| \| \| 3. \| Caleb Ewan \| Lotto-Soudal \| + 9" \| \| \| 4. \| Max Walscheid \| Team Sunweb \| + 9" \| \| \| 5. \| Artjom Zakharov \| Astana \| + 9" \| \| \| 6. \| Jason Lea \| UniSA-Australia \| + 10" \| \| \| 7. \| Michael Storer \| Team Sunweb \| + 10" \| \| \| 8. \| Peter Sagan \| Bora-Hansgrohe \| + 10" \| \| \| 9. \| Jakub Mareczko \| CCC Team \| + 10" \| \| \| 10. \| Jaime Castrillo \| Movistar Team \| + 12" \| \| |                 |                       |            |
| |                 |                       |            |
| Kilde: ProCyclingStats |                 |                       |            |
| Samlede stilling |                 |                       |            |
| Rytter | Rytter          | Hold                  | Tid        |
| 1. | Patrick Bevin   | CCC Team              | 6t 34' 03" |
| 2. | Elia Viviani    | Deceuninck-Quick Step | + 5"       |
| 3. | Caleb Ewan      | Lotto-Soudal          | + 9"       |
| 4. | Max Walscheid   | Team Sunweb           | + 9"       |
| 5. | Artjom Zakharov | Astana                | + 9"       |
| 6. | Jason Lea       | UniSA-Australia       | + 10"      |
| 7. | Michael Storer  | Team Sunweb           | + 10"      |
| 8. | Peter Sagan     | Bora-Hansgrohe        | + 10"      |
| 9. | Jakub Mareczko  | CCC Team              | + 10"      |
| 10. | Jaime Castrillo | Movistar Team         | + 12"      |

### 3. etape
| \| Etaperesultat \| Etaperesultat \| Etaperesultat \| Etaperesultat \| Etaperesultat \| \| Rytter \| Rytter \| Hold \| Tid \| \| \| ------------- \| ------------------ \| ----------------- \| ------------- \| ------------- \| \| 1. \| Peter Sagan \| Bora-Hansgrohe \| 3t 46' 06" \| \| \| 2. \| Luis León Sánchez \| Astana \| + 0" \| \| \| 3. \| Daryl Impey \| Mitchelton-Scott \| + 0" \| \| \| 4. \| Danny van Poppel \| Team Jumbo-Visma \| + 0" \| \| \| 5. \| Patrick Bevin \| CCC Team \| + 0" \| \| \| 6. \| Jan Polanc \| UAE Team Emirates \| + 0" \| \| \| 7. \| Ruben Guerreiro \| Katusha-Alpecin \| + 0" \| \| \| 8. \| Tadej Pogačar \| UAE Team Emirates \| + 0" \| \| \| 9. \| Chris Hamilton \| Team Sunweb \| + 0" \| \| \| 10. \| Domenico Pozzovivo \| Bahrain-Merida \| + 0" \| \| |                    |                   |            |
| |                    |                   |            |
| Kilde: ProCyclingStats |                    |                   |            |
| Etaperesultat |                    |                   |            |
| Rytter | Rytter             | Hold              | Tid        |
| 1. | Peter Sagan        | Bora-Hansgrohe    | 3t 46' 06" |
| 2. | Luis León Sánchez  | Astana            | + 0"       |
| 3. | Daryl Impey        | Mitchelton-Scott  | + 0"       |
| 4. | Danny van Poppel   | Team Jumbo-Visma  | + 0"       |
| 5. | Patrick Bevin      | CCC Team          | + 0"       |
| 6. | Jan Polanc         | UAE Team Emirates | + 0"       |
| 7. | Ruben Guerreiro    | Katusha-Alpecin   | + 0"       |
| 8. | Tadej Pogačar      | UAE Team Emirates | + 0"       |
| 9. | Chris Hamilton     | Team Sunweb       | + 0"       |
| 10. | Domenico Pozzovivo | Bahrain-Merida    | + 0"       |

| \| Samlede stilling \| Samlede stilling \| Samlede stilling \| Samlede stilling \| Samlede stilling \| \| Rytter \| Rytter \| Hold \| Tid \| \| \| ---------------- \| ----------------- \| ----------------- \| ---------------- \| ---------------- \| \| 1. \| Patrick Bevin \| CCC Team \| 10t 20' 09" \| \| \| 2. \| Peter Sagan \| Bora-Hansgrohe \| + 1" \| \| \| 3. \| Luis León Sánchez \| Astana \| + 9" \| \| \| 4. \| Michael Storer \| Team Sunweb \| + 10" \| \| \| 5. \| Daryl Impey \| Mitchelton-Scott \| + 11" \| \| \| 6. \| Danny van Poppel \| Team Jumbo-Visma \| + 15" \| \| \| 7. \| Jan Polanc \| UAE Team Emirates \| + 15" \| \| \| 8. \| Ryan Gibbons \| Dimension Data \| + 15" \| \| \| 9. \| Chris Hamilton \| Team Sunweb \| + 15" \| \| \| 10. \| George Bennett \| Team Jumbo-Visma \| + 15" \| \| |                   |                   |             |
| |                   |                   |             |
| Kilde: ProCyclingStats |                   |                   |             |
| Samlede stilling |                   |                   |             |
| Rytter | Rytter            | Hold              | Tid         |
| 1. | Patrick Bevin     | CCC Team          | 10t 20' 09" |
| 2. | Peter Sagan       | Bora-Hansgrohe    | + 1"        |
| 3. | Luis León Sánchez | Astana            | + 9"        |
| 4. | Michael Storer    | Team Sunweb       | + 10"       |
| 5. | Daryl Impey       | Mitchelton-Scott  | + 11"       |
| 6. | Danny van Poppel  | Team Jumbo-Visma  | + 15"       |
| 7. | Jan Polanc        | UAE Team Emirates | + 15"       |
| 8. | Ryan Gibbons      | Dimension Data    | + 15"       |
| 9. | Chris Hamilton    | Team Sunweb       | + 15"       |
| 10. | George Bennett    | Team Jumbo-Visma  | + 15"       |

### 4. etape
| \| Etaperesultat \| Etaperesultat \| Etaperesultat \| Etaperesultat \| Etaperesultat \| \| Rytter \| Rytter \| Hold \| Tid \| \| \| ------------- \| ----------------- \| ------------------ \| ------------- \| ------------- \| \| 1. \| Daryl Impey \| Mitchelton-Scott \| 3t 03' 27" \| \| \| 2. \| Patrick Bevin \| CCC Team \| + 0" \| \| \| 3. \| Luis León Sánchez \| Astana \| + 0" \| \| \| 4. \| Ruben Guerreiro \| Katusha-Alpecin \| + 0" \| \| \| 5. \| Rubén Fernández \| Movistar Team \| + 0" \| \| \| 6. \| George Bennett \| Team Jumbo-Visma \| + 0" \| \| \| 7. \| Diego Ulissi \| UAE Team Emirates \| + 0" \| \| \| 8. \| Michael Woods \| EF Education First \| + 0" \| \| \| 9. \| Chris Hamilton \| Team Sunweb \| + 0" \| \| \| 10. \| Dylan van Baarle \| Team Sky \| + 0" \| \| |                   |                    |            |
| |                   |                    |            |
| Kilde: ProCyclingStats |                   |                    |            |
| Etaperesultat |                   |                    |            |
| Rytter | Rytter            | Hold               | Tid        |
| 1. | Daryl Impey       | Mitchelton-Scott   | 3t 03' 27" |
| 2. | Patrick Bevin     | CCC Team           | + 0"       |
| 3. | Luis León Sánchez | Astana             | + 0"       |
| 4. | Ruben Guerreiro   | Katusha-Alpecin    | + 0"       |
| 5. | Rubén Fernández   | Movistar Team      | + 0"       |
| 6. | George Bennett    | Team Jumbo-Visma   | + 0"       |
| 7. | Diego Ulissi      | UAE Team Emirates  | + 0"       |
| 8. | Michael Woods     | EF Education First | + 0"       |
| 9. | Chris Hamilton    | Team Sunweb        | + 0"       |
| 10. | Dylan van Baarle  | Team Sky           | + 0"       |

| \| Samlede stilling \| Samlede stilling \| Samlede stilling \| Samlede stilling \| Samlede stilling \| \| Rytter \| Rytter \| Hold \| Tid \| \| \| ---------------- \| ----------------- \| ------------------ \| ---------------- \| ---------------- \| \| 1. \| Patrick Bevin \| CCC Team \| 13t 23' 30" \| \| \| 2. \| Daryl Impey \| Mitchelton-Scott \| + 7" \| \| \| 3. \| Luis León Sánchez \| Astana \| + 11" \| \| \| 4. \| Chris Hamilton \| Team Sunweb \| + 21" \| \| \| 5. \| Ryan Gibbons \| Dimension Data \| + 21" \| \| \| 6. \| Jan Polanc \| UAE Team Emirates \| + 21" \| \| \| 7. \| George Bennett \| Team Jumbo-Visma \| + 21" \| \| \| 8. \| Ruben Guerreiro \| Katusha-Alpecin \| + 21" \| \| \| 9. \| Diego Ulissi \| UAE Team Emirates \| + 21" \| \| \| 10. \| Michael Woods \| EF Education First \| + 21" \| \| |                   |                    |             |
| |                   |                    |             |
| Kilde: ProCyclingStats |                   |                    |             |
| Samlede stilling |                   |                    |             |
| Rytter | Rytter            | Hold               | Tid         |
| 1. | Patrick Bevin     | CCC Team           | 13t 23' 30" |
| 2. | Daryl Impey       | Mitchelton-Scott   | + 7"        |
| 3. | Luis León Sánchez | Astana             | + 11"       |
| 4. | Chris Hamilton    | Team Sunweb        | + 21"       |
| 5. | Ryan Gibbons      | Dimension Data     | + 21"       |
| 6. | Jan Polanc        | UAE Team Emirates  | + 21"       |
| 7. | George Bennett    | Team Jumbo-Visma   | + 21"       |
| 8. | Ruben Guerreiro   | Katusha-Alpecin    | + 21"       |
| 9. | Diego Ulissi      | UAE Team Emirates  | + 21"       |
| 10. | Michael Woods     | EF Education First | + 21"       |

### 5. etape
| \| Etaperesultat \| Etaperesultat \| Etaperesultat \| Etaperesultat \| Etaperesultat \| \| Rytter \| Rytter \| Hold \| Tid \| \| \| ------------- \| ---------------- \| --------------------- \| ------------- \| ------------- \| \| 1. \| Jasper Philipsen \| UAE Team Emirates \| 3t 37' 00" \| \| \| 2. \| Peter Sagan \| Bora-Hansgrohe \| + 0" \| \| \| 3. \| Danny van Poppel \| Team Jumbo-Visma \| + 0" \| \| \| 4. \| Jens Debusschere \| Katusha-Alpecin \| + 0" \| \| \| 5. \| Elia Viviani \| Deceuninck-Quick Step \| + 0" \| \| \| 6. \| Phil Bauhaus \| Bahrain-Merida \| + 0" \| \| \| 7. \| Cees Bol \| Team Sunweb \| + 0" \| \| \| 8. \| Ryan Gibbons \| Dimension Data \| + 0" \| \| \| 9. \| Wout Poels \| Team Sky \| + 0" \| \| \| 10. \| Davide Ballerini \| Astana \| + 0" \| \| |                  |                       |            |
| |                  |                       |            |
| Kilde: ProCyclingStats |                  |                       |            |
| Etaperesultat |                  |                       |            |
| Rytter | Rytter           | Hold                  | Tid        |
| 1. | Jasper Philipsen | UAE Team Emirates     | 3t 37' 00" |
| 2. | Peter Sagan      | Bora-Hansgrohe        | + 0"       |
| 3. | Danny van Poppel | Team Jumbo-Visma      | + 0"       |
| 4. | Jens Debusschere | Katusha-Alpecin       | + 0"       |
| 5. | Elia Viviani     | Deceuninck-Quick Step | + 0"       |
| 6. | Phil Bauhaus     | Bahrain-Merida        | + 0"       |
| 7. | Cees Bol         | Team Sunweb           | + 0"       |
| 8. | Ryan Gibbons     | Dimension Data        | + 0"       |
| 9. | Wout Poels       | Team Sky              | + 0"       |
| 10. | Davide Ballerini | Astana                | + 0"       |

| \| Samlede stilling \| Samlede stilling \| Samlede stilling \| Samlede stilling \| Samlede stilling \| \| Rytter \| Rytter \| Hold \| Tid \| \| \| ---------------- \| ----------------- \| ------------------ \| ---------------- \| ---------------- \| \| 1. \| Patrick Bevin \| CCC Team \| 17t 00' 25" \| \| \| 2. \| Daryl Impey \| Mitchelton-Scott \| + 7" \| \| \| 3. \| Luis León Sánchez \| Astana \| + 16" \| \| \| 4. \| Ryan Gibbons \| Dimension Data \| + 26" \| \| \| 5. \| Jan Polanc \| UAE Team Emirates \| + 26" \| \| \| 6. \| Ruben Guerreiro \| Katusha-Alpecin \| + 26" \| \| \| 7. \| George Bennett \| Team Jumbo-Visma \| + 26" \| \| \| 8. \| Chris Hamilton \| Team Sunweb \| + 26" \| \| \| 9. \| Wout Poels \| Team Sky \| + 26" \| \| \| 10. \| Michael Woods \| EF Education First \| + 26" \| \| |                   |                    |             |
| |                   |                    |             |
| Kilde: ProCyclingStats |                   |                    |             |
| Samlede stilling |                   |                    |             |
| Rytter | Rytter            | Hold               | Tid         |
| 1. | Patrick Bevin     | CCC Team           | 17t 00' 25" |
| 2. | Daryl Impey       | Mitchelton-Scott   | + 7"        |
| 3. | Luis León Sánchez | Astana             | + 16"       |
| 4. | Ryan Gibbons      | Dimension Data     | + 26"       |
| 5. | Jan Polanc        | UAE Team Emirates  | + 26"       |
| 6. | Ruben Guerreiro   | Katusha-Alpecin    | + 26"       |
| 7. | George Bennett    | Team Jumbo-Visma   | + 26"       |
| 8. | Chris Hamilton    | Team Sunweb        | + 26"       |
| 9. | Wout Poels        | Team Sky           | + 26"       |
| 10. | Michael Woods     | EF Education First | + 26"       |

### 6. etape
| \| Etaperesultat \| Etaperesultat \| Etaperesultat \| Etaperesultat \| Etaperesultat \| \| Rytter \| Rytter \| Hold \| Tid \| \| \| ------------- \| ----------------- \| --------------------- \| ------------- \| ------------- \| \| 1. \| Richie Porte \| Trek-Segafredo \| 3t 30' 14" \| \| \| 2. \| Wout Poels \| Team Sky \| + 0" \| \| \| 3. \| Daryl Impey \| Mitchelton-Scott \| + 0" \| \| \| 4. \| Rohan Dennis \| Bahrain-Merida \| + 3" \| \| \| 5. \| Luis León Sánchez \| Astana \| + 6" \| \| \| 6. \| Chris Hamilton \| Team Sunweb \| + 10" \| \| \| 7. \| Michael Woods \| EF Education First \| + 15" \| \| \| 8. \| Diego Ulissi \| UAE Team Emirates \| + 17" \| \| \| 9. \| Tom-Jelte Slagter \| Dimension Data \| + 17" \| \| \| 10. \| Dries Devenyns \| Deceuninck-Quick Step \| + 17" \| \| |                   |                       |            |
| |                   |                       |            |
| Kilde: ProCyclingStats |                   |                       |            |
| Etaperesultat |                   |                       |            |
| Rytter | Rytter            | Hold                  | Tid        |
| 1. | Richie Porte      | Trek-Segafredo        | 3t 30' 14" |
| 2. | Wout Poels        | Team Sky              | + 0"       |
| 3. | Daryl Impey       | Mitchelton-Scott      | + 0"       |
| 4. | Rohan Dennis      | Bahrain-Merida        | + 3"       |
| 5. | Luis León Sánchez | Astana                | + 6"       |
| 6. | Chris Hamilton    | Team Sunweb           | + 10"      |
| 7. | Michael Woods     | EF Education First    | + 15"      |
| 8. | Diego Ulissi      | UAE Team Emirates     | + 17"      |
| 9. | Tom-Jelte Slagter | Dimension Data        | + 17"      |
| 10. | Dries Devenyns    | Deceuninck-Quick Step | + 17"      |

## Resultater
| \| Samlede stilling \| Samlede stilling \| Samlede stilling \| Samlede stilling \| Samlede stilling \| \| Rytter \| Rytter \| Hold \| Tid \| \| \| ---------------- \| ----------------- \| --------------------- \| ---------------- \| ---------------- \| \| 1. \| Daryl Impey \| Mitchelton-Scott \| 20t 30' 42" \| \| \| 2. \| Richie Porte \| Trek-Segafredo \| + 13" \| \| \| 3. \| Wout Poels \| Team Sky \| + 17" \| \| \| 4. \| Luis León Sánchez \| Astana \| + 19" \| \| \| 5. \| Rohan Dennis \| Bahrain-Merida \| + 26" \| \| \| 6. \| Chris Hamilton \| Team Sunweb \| + 33" \| \| \| 7. \| Michael Woods \| EF Education First \| + 38" \| \| \| 8. \| Ruben Guerreiro \| Katusha-Alpecin \| + 40" \| \| \| 9. \| Diego Ulissi \| UAE Team Emirates \| + 40" \| \| \| 10. \| Dries Devenyns \| Deceuninck-Quick Step \| + 40" \| \| |                   |                       |             |
| |                   |                       |             |
| Kilde: ProCyclingStats |                   |                       |             |
| Samlede stilling |                   |                       |             |
| Rytter | Rytter            | Hold                  | Tid         |
| 1. | Daryl Impey       | Mitchelton-Scott      | 20t 30' 42" |
| 2. | Richie Porte      | Trek-Segafredo        | + 13"       |
| 3. | Wout Poels        | Team Sky              | + 17"       |
| 4. | Luis León Sánchez | Astana                | + 19"       |
| 5. | Rohan Dennis      | Bahrain-Merida        | + 26"       |
| 6. | Chris Hamilton    | Team Sunweb           | + 33"       |
| 7. | Michael Woods     | EF Education First    | + 38"       |
| 8. | Ruben Guerreiro   | Katusha-Alpecin       | + 40"       |
| 9. | Diego Ulissi      | UAE Team Emirates     | + 40"       |
| 10. | Dries Devenyns    | Deceuninck-Quick Step | + 40"       |

| Samlede stilling | Samlede stilling  | Samlede stilling      | Samlede stilling | Samlede stilling |
| Rytter           | Rytter            | Hold                  | Tid              |                  |
| ---------------- | ----------------- | --------------------- | ---------------- | ---------------- |
| 1.               | Daryl Impey       | Mitchelton-Scott      | 20t 30' 42"      |                  |
| 2.               | Richie Porte      | Trek-Segafredo        | + 13"            |                  |
| 3.               | Wout Poels        | Team Sky              | + 17"            |                  |
| 4.               | Luis León Sánchez | Astana                | + 19"            |                  |
| 5.               | Rohan Dennis      | Bahrain-Merida        | + 26"            |                  |
| 6.               | Chris Hamilton    | Team Sunweb           | + 33"            |                  |
| 7.               | Michael Woods     | EF Education First    | + 38"            |                  |
| 8.               | Ruben Guerreiro   | Katusha-Alpecin       | + 40"            |                  |
| 9.               | Diego Ulissi      | UAE Team Emirates     | + 40"            |                  |
| 10.              | Dries Devenyns    | Deceuninck-Quick Step | + 40"            |                  |

| Pointkonkurrence | Pointkonkurrence  | Pointkonkurrence | Pointkonkurrence | Pointkonkurrence |
| Rytter           | Rytter            | Hold             | Point            |                  |
| ---------------- | ----------------- | ---------------- | ---------------- | ---------------- |
| 1.               | Patrick Bevin     | CCC Team         | 56 point         |                  |
| 2.               | Danny van Poppel  | Team Jumbo-Visma | 54 point         |                  |
| 3.               | Peter Sagan       | Bora-Hansgrohe   | 50 point         |                  |
| 4.               | Daryl Impey       | Mitchelton-Scott | 49 point         |                  |
| 5.               | Luis León Sánchez | Astana           | 46 point         |                  |

| Pointkonkurrence | Pointkonkurrence  | Pointkonkurrence | Pointkonkurrence | Pointkonkurrence |
| Rytter           | Rytter            | Hold             | Point            |                  |
| ---------------- | ----------------- | ---------------- | ---------------- | ---------------- |
| 1.               | Patrick Bevin     | CCC Team         | 56 point         |                  |
| 2.               | Danny van Poppel  | Team Jumbo-Visma | 54 point         |                  |
| 3.               | Peter Sagan       | Bora-Hansgrohe   | 50 point         |                  |
| 4.               | Daryl Impey       | Mitchelton-Scott | 49 point         |                  |
| 5.               | Luis León Sánchez | Astana           | 46 point         |                  |

| Bjergkonkurrence | Bjergkonkurrence | Bjergkonkurrence | Bjergkonkurrence | Bjergkonkurrence |
| Rytter           | Rytter           | Hold             | Point            |                  |
| ---------------- | ---------------- | ---------------- | ---------------- | ---------------- |
| 1.               | Jason Lea        | UniSA-Australia  | 30 point         |                  |
| 2.               | Wout Poels       | Team Sky         | 30 point         |                  |
| 3.               | Richie Porte     | Trek-Segafredo   | 28 point         |                  |
| 4.               | George Bennett   | Team Jumbo-Visma | 16 point         |                  |
| 5.               | Kenny Elissonde  | Team Sky         | 16 point         |                  |

| Bjergkonkurrence | Bjergkonkurrence | Bjergkonkurrence | Bjergkonkurrence | Bjergkonkurrence |
| Rytter           | Rytter           | Hold             | Point            |                  |
| ---------------- | ---------------- | ---------------- | ---------------- | ---------------- |
| 1.               | Jason Lea        | UniSA-Australia  | 30 point         |                  |
| 2.               | Wout Poels       | Team Sky         | 30 point         |                  |
| 3.               | Richie Porte     | Trek-Segafredo   | 28 point         |                  |
| 4.               | George Bennett   | Team Jumbo-Visma | 16 point         |                  |
| 5.               | Kenny Elissonde  | Team Sky         | 16 point         |                  |

| Ungdomskonkurrence | Ungdomskonkurrence | Ungdomskonkurrence | Ungdomskonkurrence | Ungdomskonkurrence |
| Rytter             | Rytter             | Hold               | Tid                |                    |
| ------------------ | ------------------ | ------------------ | ------------------ | ------------------ |
| 1.                 | Chris Hamilton     | Team Sunweb        | 20t 31' 15"        |                    |
| 2.                 | Ruben Guerreiro    | Katusha-Alpecin    | + 7"               |                    |
| 3.                 | Ryan Gibbons       | Dimension Data     | + 10"              |                    |
| 4.                 | Tadej Pogačar      | UAE Team Emirates  | + 10"              |                    |
| 5.                 | Jai Hindley        | Team Sunweb        | + 33"              |                    |

| Ungdomskonkurrence | Ungdomskonkurrence | Ungdomskonkurrence | Ungdomskonkurrence | Ungdomskonkurrence |
| Rytter             | Rytter             | Hold               | Tid                |                    |
| ------------------ | ------------------ | ------------------ | ------------------ | ------------------ |
| 1.                 | Chris Hamilton     | Team Sunweb        | 20t 31' 15"        |                    |
| 2.                 | Ruben Guerreiro    | Katusha-Alpecin    | + 7"               |                    |
| 3.                 | Ryan Gibbons       | Dimension Data     | + 10"              |                    |
| 4.                 | Tadej Pogačar      | UAE Team Emirates  | + 10"              |                    |
| 5.                 | Jai Hindley        | Team Sunweb        | + 33"              |                    |

### Holdkonkurrencen
| Holdkonkurrence | Holdkonkurrence   | Holdkonkurrence | Holdkonkurrence |
| Hold            | Hold              | Tid             |                 |
| --------------- | ----------------- | --------------- | --------------- |
| 1.              | UAE Team Emirates | 61t 34' 22"     |                 |
| 2.              | Bahrain-Merida    | + 43"           |                 |
| 3.              | Dimension Data    | + 55"           |                 |
| 4.              | Team Sunweb       | + 1' 11"        |                 |
| 5.              | Movistar Team     | + 1' 54"        |                 |

## Startliste
| Mitchelton-Scott MTS | Mitchelton-Scott MTS         | Mitchelton-Scott MTS |
| -------------------- | ---------------------------- | -------------------- |
| Nr.                  | Rytter                       | Placering            |
| 1                    | Daryl Impey (RSA) (landevej) | 1.                   |
| 2                    | Luke Durbridge (AUS)         | 78.                  |
| 3                    | Alexander Edmondson (AUS)    | 64.                  |
| 4                    | Lucas Hamilton (AUS)         | 84.                  |
| 5                    | Mathew Hayman (AUS)          | 65.                  |
| 6                    | Michael Hepburn (AUS)        | 19.                  |
| 7                    | Cameron Meyer (AUS)          | 34.                  |

| Bora-Hansgrohe BOH | Bora-Hansgrohe BOH      | Bora-Hansgrohe BOH |
| ------------------ | ----------------------- | ------------------ |
| Nr.                | Rytter                  | Placering          |
| 11                 | Peter Sagan (SVK)       | 55.                |
| 12                 | Maciej Bodnar (POL)     | 97.                |
| 13                 | Oscar Gatto (ITA)       | 123.               |
| 14                 | Jay McCarthy (AUS)      | 33.                |
| 15                 | Gregor Mühlberger (AUT) | 21.                |
| 16                 | Daniel Oss (ITA)        | 52.                |
| 17                 | Lukas Pöstlberger (AUT) | 127.               |

| Trek-Segafredo TFS | Trek-Segafredo TFS      | Trek-Segafredo TFS |
| ------------------ | ----------------------- | ------------------ |
| Nr.                | Rytter                  | Placering          |
| 21                 | Richie Porte (AUS)      | 2.                 |
| 22                 | William Clarke (AUS)    | 96.                |
| 23                 | Koen de Kort (NED)      | 106.               |
| 24                 | Jarlinson Pantano (COL) | 51.                |
| 25                 | Ryan Mullen (IRL)       | 66.                |
| 26                 | Kiel Reijnen (USA)      | 126.               |
| 27                 | Peter Stetina (USA)     | 50.                |

| Lotto-Soudal LTS | Lotto-Soudal LTS         | Lotto-Soudal LTS |
| ---------------- | ------------------------ | ---------------- |
| Nr.              | Rytter                   | Placering        |
| 31               | Caleb Ewan (AUS)         | 95.              |
| 32               | Adam Blythe (GBR)        | 113.             |
| 33               | Tomasz Marczyński (POL)  | 54.              |
| 34               | Carl Fredrik Hagen (NOR) | 36.              |
| 35               | Adam Hansen (AUS)        | 75.              |
| 36               | Roger Kluge (GER)        | 110.             |
| 37               | Thomas De Gendt (BEL)    | 74.              |

| UAE Team Emirates UAD | UAE Team Emirates UAD   | UAE Team Emirates UAD |
| --------------------- | ----------------------- | --------------------- |
| Nr.                   | Rytter                  | Placering             |
| 41                    | Sven Erik Bystrøm (NOR) | 53.                   |
| 42                    | Rory Sutherland (AUS)   | 111.                  |
| 43                    | Ivo Oliveira (POR)      | 88.                   |
| 44                    | Jasper Philipsen (BEL)  | 77.                   |
| 45                    | Tadej Pogačar (SLO)     | 13.                   |
| 46                    | Jan Polanc (SLO)        | 15.                   |
| 47                    | Diego Ulissi (ITA)      | 9.                    |

| Dimension Data TDD | Dimension Data TDD      | Dimension Data TDD |
| ------------------ | ----------------------- | ------------------ |
| Nr.                | Rytter                  | Placering          |
| 51                 | Michael Valgren (DEN)   | 37.                |
| 52                 | Lars Bak (DEN)          | 40.                |
| 53                 | Nicholas Dlamini (RSA)  | 100.               |
| 54                 | Ryan Gibbons (RSA)      | 11.                |
| 55                 | Ben O'Connor (AUS)      | 20.                |
| 56                 | Scott Davies (GBR)      | 59.                |
| 57                 | Tom-Jelte Slagter (NED) | 17.                |

| Bahrain-Merida TBM | Bahrain-Merida TBM        | Bahrain-Merida TBM |
| ------------------ | ------------------------- | ------------------ |
| Nr.                | Rytter                    | Placering          |
| 61                 | Domenico Pozzovivo (ITA)  | 14.                |
| 62                 | Phil Bauhaus (GER)        | 94.                |
| 63                 | Rohan Dennis (AUS)        | 5.                 |
| 64                 | Heinrich Haussler (AUS)   | 49.                |
| 65                 | Hermann Pernsteiner (AUT) | 27.                |
| 66                 | Yukiya Arashiro (JPN)     | 39.                |
| 67                 | Marcel Sieberg (GER)      | 122.               |

| EF Education First EF1 | EF Education First EF1 | EF Education First EF1 |
| ---------------------- | ---------------------- | ---------------------- |
| Nr.                    | Rytter                 | Placering              |
| 71                     | Michael Woods (CAN)    | 7.                     |
| 72                     | Mitchell Docker (AUS)  | 93.                    |
| 73                     | Daniel McLay (GBR)     | DNF-6                  |
| 74                     | Lachlan Morton (AUS)   | 82.                    |
| 75                     | Thomas Scully (NZL)    | 86.                    |
| 76                     | James Whelan (AUS)     | 46.                    |
| 77                     | Alberto Bettiol (ITA)  | 76.                    |

| Team Sunweb SUN | Team Sunweb SUN           | Team Sunweb SUN |
| --------------- | ------------------------- | --------------- |
| Nr.             | Rytter                    | Placering       |
| 81              | Cees Bol (NED)            | 109.            |
| 82              | Johannes Fröhlinger (GER) | 79.             |
| 83              | Chris Hamilton (AUS)      | 6.              |
| 84              | Jai Hindley (AUS)         | 18.             |
| 85              | Max Kanter (GER)          | DNF-3           |
| 86              | Michael Storer (AUS)      | 28.             |
| 87              | Max Walscheid (GER)       | 120.            |

| AG2R La Mondiale ALM | AG2R La Mondiale ALM     | AG2R La Mondiale ALM |
| -------------------- | ------------------------ | -------------------- |
| Nr.                  | Rytter                   | Placering            |
| 91                   | Pierre Latour (FRA)      | 32.                  |
| 92                   | Gediminas Bagdonas (LTU) | 116.                 |
| 93                   | Clément Chevrier (FRA)   | 72.                  |
| 94                   | Benoît Cosnefroy (FRA)   | 124.                 |
| 95                   | Nico Denz (GER)          | 115.                 |
| 96                   | Hubert Dupont (FRA)      | 47.                  |
| 97                   | Nans Peters (FRA)        | 81.                  |

| Astana AST | Astana AST              | Astana AST |
| ---------- | ----------------------- | ---------- |
| Nr.        | Rytter                  | Placering  |
| 101        | Davide Ballerini (ITA)  | 83.        |
| 102        | Manuele Boaro (ITA)     | 92.        |
| 103        | Laurens De Vreese (BEL) | 102.       |
| 104        | Daniil Fominykh (KAZ)   | 85.        |
| 105        | Jevgenij Giditj (KAZ)   | 63.        |
| 106        | Artjom Zakharov (KAZ)   | 103.       |
| 107        | Luis León Sánchez (ESP) | 4.         |

| Katusha-Alpecin TKA | Katusha-Alpecin TKA        | Katusha-Alpecin TKA |
| ------------------- | -------------------------- | ------------------- |
| Nr.                 | Rytter                     | Placering           |
| 111                 | Alex Dowsett (GBR)         | 128.                |
| 112                 | Jens Debusschere (BEL)     | 118.                |
| 113                 | Ruben Guerreiro (POR)      | 8.                  |
| 114                 | Nathan Haas (AUS)          | 125.                |
| 115                 | Marco Haller (AUT)         | 61.                 |
| 116                 | Vjatjeslav Kuznetsov (RUS) | 38.                 |
| 117                 | Dmitrij Strakhov (RUS)     | 57.                 |

| Groupama-FDJ GFC | Groupama-FDJ GFC         | Groupama-FDJ GFC |
| ---------------- | ------------------------ | ---------------- |
| Nr.              | Rytter                   | Placering        |
| 121              | Miles Scotson (AUS)      | 43.              |
| 122              | Daniel Hoelgaard (NOR)   | 90.              |
| 123              | Matthieu Ladagnous (FRA) | 70.              |
| 124              | Tobias Ludvigsson (SWE)  | 23.              |
| 125              | Steve Morabito (SUI)     | 25.              |
| 126              | Kilian Frankiny (SUI)    | 69.              |
| 127              | Léo Vincent (FRA)        | 80.              |

| Movistar Team MOV | Movistar Team MOV      | Movistar Team MOV |
| ----------------- | ---------------------- | ----------------- |
| Nr.               | Rytter                 | Placering         |
| 131               | Héctor Carretero (ESP) | 45.               |
| 132               | Jaime Castrillo (ESP)  | DNF-6             |
| 133               | Rubén Fernández (ESP)  | 60.               |
| 134               | Lluís Mas (ESP)        | 24.               |
| 135               | Eduard Prades (ESP)    | 22.               |
| 136               | Jasha Sütterlin (GER)  | 56.               |
| 137               | Rafael Valls (ESP)     | 42.               |

| Deceuninck-Quick Step DQT | Deceuninck-Quick Step DQT | Deceuninck-Quick Step DQT |
| ------------------------- | ------------------------- | ------------------------- |
| Nr.                       | Rytter                    | Placering                 |
| 141                       | Elia Viviani (ITA)        | 119.                      |
| 142                       | Fabio Sabatini (ITA)      | 104.                      |
| 143                       | Michael Mørkøv (DEN)      | 101.                      |
| 144                       | Mikkel Honoré (DEN)       | DNS-5                     |
| 145                       | Dries Devenyns (BEL)      | 10.                       |
| 146                       | James Knox (GBR)          | 48.                       |
| 147                       | Rémi Cavagna (FRA)        | 29.                       |

| Team Jumbo-Visma TJV | Team Jumbo-Visma TJV    | Team Jumbo-Visma TJV |
| -------------------- | ----------------------- | -------------------- |
| Nr.                  | Rytter                  | Placering            |
| 151                  | George Bennett (NZL)    | 12.                  |
| 152                  | Robert Gesink (NED)     | 31.                  |
| 153                  | Lennard Hofstede (NED)  | 35.                  |
| 154                  | Bert-Jan Lindeman (NED) | 108.                 |
| 155                  | Tom Leezer (NED)        | 71.                  |
| 156                  | Danny van Poppel (NED)  | 68.                  |
| 157                  | Maarten Wynants (BEL)   | 91.                  |

| Team Sky SKY | Team Sky SKY               | Team Sky SKY |
| ------------ | -------------------------- | ------------ |
| Nr.          | Rytter                     | Placering    |
| 161          | Owain Doull (GBR)          | 99.          |
| 162          | Kenny Elissonde (FRA)      | 44.          |
| 163          | Kristoffer Halvorsen (NOR) | 117.         |
| 164          | Christian Knees (GER)      | 87.          |
| 165          | Wout Poels (NED)           | 3.           |
| 166          | Luke Rowe (GBR)            | 89.          |
| 167          | Dylan van Baarle (NED)     | 16.          |

| CCC Team CPT | CCC Team CPT             | CCC Team CPT |
| ------------ | ------------------------ | ------------ |
| Nr.          | Rytter                   | Placering    |
| 171          | Patrick Bevin (NZL)      | 41.          |
| 172          | Víctor de la Parte (ESP) | 67.          |
| 173          | Jakub Mareczko (ITA)     | 114.         |
| 174          | Łukasz Owsian (POL)      | 98.          |
| 175          | Joey Rosskopf (USA)      | 62.          |
| 176          | Francisco Ventoso (ESP)  | 112.         |
| 177          | Szymon Sajnok (POL)      | 129.         |

| UniSA-Australia UNA | UniSA-Australia UNA      | UniSA-Australia UNA |
| ------------------- | ------------------------ | ------------------- |
| Nr.                 | Rytter                   | Placering           |
| 181                 | Chris Harper (AUS)       | 26.                 |
| 182                 | Dylan Sunderland (AUS)   | 30.                 |
| 183                 | Ayden Toovey (AUS)       | 73.                 |
| 184                 | Jason Lea (AUS)          | 107.                |
| 185                 | Neil Van der Ploeg (AUS) | 121.                |
| 186                 | Michael Potter (AUS)     | 105.                |
| 187                 | Nicholas White (AUS)     | 58.                 |

| Mitchelton-Scott MTS | Mitchelton-Scott MTS         | Mitchelton-Scott MTS |
| -------------------- | ---------------------------- | -------------------- |
| Nr.                  | Rytter                       | Placering            |
| 1                    | Daryl Impey (RSA) (landevej) | 1.                   |
| 2                    | Luke Durbridge (AUS)         | 78.                  |
| 3                    | Alexander Edmondson (AUS)    | 64.                  |
| 4                    | Lucas Hamilton (AUS)         | 84.                  |
| 5                    | Mathew Hayman (AUS)          | 65.                  |
| 6                    | Michael Hepburn (AUS)        | 19.                  |
| 7                    | Cameron Meyer (AUS)          | 34.                  |

| Bora-Hansgrohe BOH | Bora-Hansgrohe BOH      | Bora-Hansgrohe BOH |
| ------------------ | ----------------------- | ------------------ |
| Nr.                | Rytter                  | Placering          |
| 11                 | Peter Sagan (SVK)       | 55.                |
| 12                 | Maciej Bodnar (POL)     | 97.                |
| 13                 | Oscar Gatto (ITA)       | 123.               |
| 14                 | Jay McCarthy (AUS)      | 33.                |
| 15                 | Gregor Mühlberger (AUT) | 21.                |
| 16                 | Daniel Oss (ITA)        | 52.                |
| 17                 | Lukas Pöstlberger (AUT) | 127.               |

| Trek-Segafredo TFS | Trek-Segafredo TFS      | Trek-Segafredo TFS |
| ------------------ | ----------------------- | ------------------ |
| Nr.                | Rytter                  | Placering          |
| 21                 | Richie Porte (AUS)      | 2.                 |
| 22                 | William Clarke (AUS)    | 96.                |
| 23                 | Koen de Kort (NED)      | 106.               |
| 24                 | Jarlinson Pantano (COL) | 51.                |
| 25                 | Ryan Mullen (IRL)       | 66.                |
| 26                 | Kiel Reijnen (USA)      | 126.               |
| 27                 | Peter Stetina (USA)     | 50.                |

| Lotto-Soudal LTS | Lotto-Soudal LTS         | Lotto-Soudal LTS |
| ---------------- | ------------------------ | ---------------- |
| Nr.              | Rytter                   | Placering        |
| 31               | Caleb Ewan (AUS)         | 95.              |
| 32               | Adam Blythe (GBR)        | 113.             |
| 33               | Tomasz Marczyński (POL)  | 54.              |
| 34               | Carl Fredrik Hagen (NOR) | 36.              |
| 35               | Adam Hansen (AUS)        | 75.              |
| 36               | Roger Kluge (GER)        | 110.             |
| 37               | Thomas De Gendt (BEL)    | 74.              |

| UAE Team Emirates UAD | UAE Team Emirates UAD   | UAE Team Emirates UAD |
| --------------------- | ----------------------- | --------------------- |
| Nr.                   | Rytter                  | Placering             |
| 41                    | Sven Erik Bystrøm (NOR) | 53.                   |
| 42                    | Rory Sutherland (AUS)   | 111.                  |
| 43                    | Ivo Oliveira (POR)      | 88.                   |
| 44                    | Jasper Philipsen (BEL)  | 77.                   |
| 45                    | Tadej Pogačar (SLO)     | 13.                   |
| 46                    | Jan Polanc (SLO)        | 15.                   |
| 47                    | Diego Ulissi (ITA)      | 9.                    |

| Dimension Data TDD | Dimension Data TDD      | Dimension Data TDD |
| ------------------ | ----------------------- | ------------------ |
| Nr.                | Rytter                  | Placering          |
| 51                 | Michael Valgren (DEN)   | 37.                |
| 52                 | Lars Bak (DEN)          | 40.                |
| 53                 | Nicholas Dlamini (RSA)  | 100.               |
| 54                 | Ryan Gibbons (RSA)      | 11.                |
| 55                 | Ben O'Connor (AUS)      | 20.                |
| 56                 | Scott Davies (GBR)      | 59.                |
| 57                 | Tom-Jelte Slagter (NED) | 17.                |

| Bahrain-Merida TBM | Bahrain-Merida TBM        | Bahrain-Merida TBM |
| ------------------ | ------------------------- | ------------------ |
| Nr.                | Rytter                    | Placering          |
| 61                 | Domenico Pozzovivo (ITA)  | 14.                |
| 62                 | Phil Bauhaus (GER)        | 94.                |
| 63                 | Rohan Dennis (AUS)        | 5.                 |
| 64                 | Heinrich Haussler (AUS)   | 49.                |
| 65                 | Hermann Pernsteiner (AUT) | 27.                |
| 66                 | Yukiya Arashiro (JPN)     | 39.                |
| 67                 | Marcel Sieberg (GER)      | 122.               |

| EF Education First EF1 | EF Education First EF1 | EF Education First EF1 |
| ---------------------- | ---------------------- | ---------------------- |
| Nr.                    | Rytter                 | Placering              |
| 71                     | Michael Woods (CAN)    | 7.                     |
| 72                     | Mitchell Docker (AUS)  | 93.                    |
| 73                     | Daniel McLay (GBR)     | DNF-6                  |
| 74                     | Lachlan Morton (AUS)   | 82.                    |
| 75                     | Thomas Scully (NZL)    | 86.                    |
| 76                     | James Whelan (AUS)     | 46.                    |
| 77                     | Alberto Bettiol (ITA)  | 76.                    |

| Team Sunweb SUN | Team Sunweb SUN           | Team Sunweb SUN |
| --------------- | ------------------------- | --------------- |
| Nr.             | Rytter                    | Placering       |
| 81              | Cees Bol (NED)            | 109.            |
| 82              | Johannes Fröhlinger (GER) | 79.             |
| 83              | Chris Hamilton (AUS)      | 6.              |
| 84              | Jai Hindley (AUS)         | 18.             |
| 85              | Max Kanter (GER)          | DNF-3           |
| 86              | Michael Storer (AUS)      | 28.             |
| 87              | Max Walscheid (GER)       | 120.            |

| AG2R La Mondiale ALM | AG2R La Mondiale ALM     | AG2R La Mondiale ALM |
| -------------------- | ------------------------ | -------------------- |
| Nr.                  | Rytter                   | Placering            |
| 91                   | Pierre Latour (FRA)      | 32.                  |
| 92                   | Gediminas Bagdonas (LTU) | 116.                 |
| 93                   | Clément Chevrier (FRA)   | 72.                  |
| 94                   | Benoît Cosnefroy (FRA)   | 124.                 |
| 95                   | Nico Denz (GER)          | 115.                 |
| 96                   | Hubert Dupont (FRA)      | 47.                  |
| 97                   | Nans Peters (FRA)        | 81.                  |

| Astana AST | Astana AST              | Astana AST |
| ---------- | ----------------------- | ---------- |
| Nr.        | Rytter                  | Placering  |
| 101        | Davide Ballerini (ITA)  | 83.        |
| 102        | Manuele Boaro (ITA)     | 92.        |
| 103        | Laurens De Vreese (BEL) | 102.       |
| 104        | Daniil Fominykh (KAZ)   | 85.        |
| 105        | Jevgenij Giditj (KAZ)   | 63.        |
| 106        | Artjom Zakharov (KAZ)   | 103.       |
| 107        | Luis León Sánchez (ESP) | 4.         |

| Katusha-Alpecin TKA | Katusha-Alpecin TKA        | Katusha-Alpecin TKA |
| ------------------- | -------------------------- | ------------------- |
| Nr.                 | Rytter                     | Placering           |
| 111                 | Alex Dowsett (GBR)         | 128.                |
| 112                 | Jens Debusschere (BEL)     | 118.                |
| 113                 | Ruben Guerreiro (POR)      | 8.                  |
| 114                 | Nathan Haas (AUS)          | 125.                |
| 115                 | Marco Haller (AUT)         | 61.                 |
| 116                 | Vjatjeslav Kuznetsov (RUS) | 38.                 |
| 117                 | Dmitrij Strakhov (RUS)     | 57.                 |

| Groupama-FDJ GFC | Groupama-FDJ GFC         | Groupama-FDJ GFC |
| ---------------- | ------------------------ | ---------------- |
| Nr.              | Rytter                   | Placering        |
| 121              | Miles Scotson (AUS)      | 43.              |
| 122              | Daniel Hoelgaard (NOR)   | 90.              |
| 123              | Matthieu Ladagnous (FRA) | 70.              |
| 124              | Tobias Ludvigsson (SWE)  | 23.              |
| 125              | Steve Morabito (SUI)     | 25.              |
| 126              | Kilian Frankiny (SUI)    | 69.              |
| 127              | Léo Vincent (FRA)        | 80.              |

| Movistar Team MOV | Movistar Team MOV      | Movistar Team MOV |
| ----------------- | ---------------------- | ----------------- |
| Nr.               | Rytter                 | Placering         |
| 131               | Héctor Carretero (ESP) | 45.               |
| 132               | Jaime Castrillo (ESP)  | DNF-6             |
| 133               | Rubén Fernández (ESP)  | 60.               |
| 134               | Lluís Mas (ESP)        | 24.               |
| 135               | Eduard Prades (ESP)    | 22.               |
| 136               | Jasha Sütterlin (GER)  | 56.               |
| 137               | Rafael Valls (ESP)     | 42.               |

| Deceuninck-Quick Step DQT | Deceuninck-Quick Step DQT | Deceuninck-Quick Step DQT |
| ------------------------- | ------------------------- | ------------------------- |
| Nr.                       | Rytter                    | Placering                 |
| 141                       | Elia Viviani (ITA)        | 119.                      |
| 142                       | Fabio Sabatini (ITA)      | 104.                      |
| 143                       | Michael Mørkøv (DEN)      | 101.                      |
| 144                       | Mikkel Honoré (DEN)       | DNS-5                     |
| 145                       | Dries Devenyns (BEL)      | 10.                       |
| 146                       | James Knox (GBR)          | 48.                       |
| 147                       | Rémi Cavagna (FRA)        | 29.                       |

| Team Jumbo-Visma TJV | Team Jumbo-Visma TJV    | Team Jumbo-Visma TJV |
| -------------------- | ----------------------- | -------------------- |
| Nr.                  | Rytter                  | Placering            |
| 151                  | George Bennett (NZL)    | 12.                  |
| 152                  | Robert Gesink (NED)     | 31.                  |
| 153                  | Lennard Hofstede (NED)  | 35.                  |
| 154                  | Bert-Jan Lindeman (NED) | 108.                 |
| 155                  | Tom Leezer (NED)        | 71.                  |
| 156                  | Danny van Poppel (NED)  | 68.                  |
| 157                  | Maarten Wynants (BEL)   | 91.                  |

| Team Sky SKY | Team Sky SKY               | Team Sky SKY |
| ------------ | -------------------------- | ------------ |
| Nr.          | Rytter                     | Placering    |
| 161          | Owain Doull (GBR)          | 99.          |
| 162          | Kenny Elissonde (FRA)      | 44.          |
| 163          | Kristoffer Halvorsen (NOR) | 117.         |
| 164          | Christian Knees (GER)      | 87.          |
| 165          | Wout Poels (NED)           | 3.           |
| 166          | Luke Rowe (GBR)            | 89.          |
| 167          | Dylan van Baarle (NED)     | 16.          |

| CCC Team CPT | CCC Team CPT             | CCC Team CPT |
| ------------ | ------------------------ | ------------ |
| Nr.          | Rytter                   | Placering    |
| 171          | Patrick Bevin (NZL)      | 41.          |
| 172          | Víctor de la Parte (ESP) | 67.          |
| 173          | Jakub Mareczko (ITA)     | 114.         |
| 174          | Łukasz Owsian (POL)      | 98.          |
| 175          | Joey Rosskopf (USA)      | 62.          |
| 176          | Francisco Ventoso (ESP)  | 112.         |
| 177          | Szymon Sajnok (POL)      | 129.         |

| UniSA-Australia UNA | UniSA-Australia UNA      | UniSA-Australia UNA |
| ------------------- | ------------------------ | ------------------- |
| Nr.                 | Rytter                   | Placering           |
| 181                 | Chris Harper (AUS)       | 26.                 |
| 182                 | Dylan Sunderland (AUS)   | 30.                 |
| 183                 | Ayden Toovey (AUS)       | 73.                 |
| 184                 | Jason Lea (AUS)          | 107.                |
| 185                 | Neil Van der Ploeg (AUS) | 121.                |
| 186                 | Michael Potter (AUS)     | 105.                |
| 187                 | Nicholas White (AUS)     | 58.                 |